# Magda Carvajal Moreno
Magda Carvajal Moreno (Nació en Xalapa, Veracruz el 29 de mayo de 1947). Magda es una científica mexicana especializada en el área de la micología. Es investigadora del Laboratorio de Micotoxinas, departamento de Botánica del Instituto de Biología de la UNAM. Su carrera se ha consolidado en el  estudio de las micotoxinas en alimentos, detección, cuantificación y sus efectos en las plantas. 

## Trayectoria académica
Magda estudió dos carreras, la licenciatura en biología, graduada en 1969 en la Facultad de Ciencias y  la licenciatura en filosofía  en 1970 en la Facultad de Filosofía y Letras en la Universidad Nacional Autónoma de México. En 1975 obtuvo una maestría en fitopatología en el Centro de Fitopatología por el Colegio de Posgraduados de Chapingo, Estado de México, México. En 1986 obtuvo su doctorado en ciencias, con la especialidad en Biología en la Facultad de Ciencias de la UNAM. Realizó posdoctorados en la Universidad de Bristol y Universidad de York. Gran Bretaña. Hizo un año sabático en el 2011 en el Instituto Veterinario Kimron, Ministerio de Agricultura en Bet Dagan, Israel. Es investigadora del Instituto de Biología de la UNAM y miembro del Sistema Nacional de Investigadores nivel II.Ha dirigido 40 tesis (26 de licenciatura, tres de maestría y ocho de doctorado). Tiene aproximadamente 182 artículos de científica y tecnológico, los cuales han sido citados más de 836 veces.

### Líneas de investigación
Sus áreas de investigación son la Fitopatología, Microbiología de alimentos y Toxicología. Ha estudiado las aflatoxinas y su relación con los alimentos. Por primera vez analizó ocho aflatoxinas y metabolitos hidroxilados en queso Oaxaca industrializado. Cuantificó las AFs de 800 kg de tortillas de maíz en la Ciudad de México durante dos años. Las micotoxinas en animales ha trabajado en AFs en aves de corral, cerdos, efectos teratogénicos en ratas, ratones, y fumonisinas en problemas de edema cerebral y de leucoencefalomalacia de equinos..Ha cuantificado los aductos AFB1- FAPY en tumores de cáncer colorrectal, de páncreas, de mama, y realizó en primer trabajo a nivel mundial de aductos AFB1- FAPY en carcinomas cervicouterinos humanos y su relación con los virus de papiloma humano 16 y 18.

## Premios y distinciones
- 2012. Premio Nacional de Ciencias y Tecnología de los Alimentos,  otorgado por conacyt.[5]
- 2012. Medalla de Plata “Gabino Barreda”, UNAM, por el Doctorado en Ciencias Premio Nacional en Ciencia y Tecnología de Alimentos de México.[2]
- 2017. Reconocimiento Sor Juana Inés de la Cruz. UNAM.[2][5]
- Presidencia de la Sociedad Mexicana de Micología. Presidencia de la Sociedad Latinoamericana de Micotoxicología.[2]

## Producción científica
- Magda Carvajal-Moreno., et al.(2023) Carcinogenic Aflatoxins and Aflatoxicol in Cheeses Sampled in Mexico. EC Nutrition 18.4: 28-40.
- Magda Carvajal-Moreno, (2022) Mycotoxin challenges in maize production and possible control methods in the 21st century.Journal of Cereal Science,Volume 103,103293.
- Rodrigo C. Oliveira, Josefina Cortés-Eslava,Sandra Gómez-Arroyo, Magda Carvajal-Moreno.(2020)Mutagenicity assessment of Aflatoxin B1 exposed to essential oils.LWT-FoodScienceandTechnology140(2021)110622.
- Moreno, M. C., Belmont, R. M., Cruz, V. C., Martínez, G. M., García, G. S., Licona, R. G., ... & Moctezuma, H. E. F. (2000). Propiedades antifúngicas en plantas superiores. Análisis retrospectivo de investigaciones. Revista Mexicana de Fitopatología, 18(2), 125-131.
- Alvarez Bañuelos, M. T., Carvajal Moreno, M., Ruisánchez Peón, N., & Rojo, F. (2000). Aducto-ADN-aflatoxina como biomarcadores de exposición en grupos de riesgo de cáncer de higado. Rev. cuba. oncol, 35-39.
- Oliveira, R. C., Carvajal-Moreno, M., Correa, B., & Rojo-Callejas, F. (2020). Cellular, physiological and molecular approaches to investigate the antifungal and anti-aflatoxigenic effects of thyme essential oil on Aspergillus flavus. Food chemistry, 315, 126096.
- Carvajal-Moreno, M. (2022). Mycotoxin challenges in maize production and possible control methods in the 21st century. Journal of Cereal Science, 103, 103293.

- Oliveira, R. C., Carvajal-Moreno, M., Mercado-Ruaro, P., Rojo-Callejas, F., & Correa, B. (2020). Essential oils trigger an antifungal and anti-aflatoxigenic effect on Aspergillus flavus via the induction of apoptosis-like cell death and gene regulation. Food Control, 110, 107038.
- Carvajal-Moreno, M. (2015). Metabolic changes of aflatoxin B1 to become an active carcinogen and the control of this toxin. Immunome Research, 11(2), 1.[6]